# 강윤 (건축가)
강윤(姜沇, 1899년 4월 28일 ~ 1975년 1월 30일)은 대한민국의 건축가이다.
충남 논산에서 태어나 공주 영명학교(지금의 공주영명고등학교)를 다녔다. 1919년 3·1 운동으로 6개월 옥살이를 했다.
영명학교 교장인 프랭크 윌리엄스의 소개로 일본에서 활동하고 있던 건축가 윌리엄 메렐 보리스의 건축 사무소에서 일을 했다. 간사이 공학 전수학교(関西工学専修学校, 지금의 오사카 공업대학) 건축과에서 수학했다.
이후 보리스 건축사무소 경성출장소의 주임을 맡아 한국 내에서 건축 활동을 하였다. 설계 작품으로는 남산교회당, 태화기독교사회관, 대천 외국인선교사 수양관 등이 있다.
독립운동 공훈으로 2002년 대통령 표창을 추서받고 2006년 국립묘지 애국지사 묘역에 안장되었다.